# Motilleja
Montilleja és un municipi de la província d'Albacete a la comunitat autònoma de Castella la Manxa, situat a la comarca de La Manchuela a 23 km d'Albacete. Té una població de 535 habitants (cens de 2005).